# Herrad von Landsberg
Herrad von Landsberg (ca. 1130 – 25 juli 1195) was een 12de-eeuwse kloosterzuster uit de Elzas, en later abdis van de abdij van Hohenburg op de Odilienberg in de Vogezen.
De bewering dat ze zou afstammen van een adellijke Elzasser familie en zou geboren zijn op het slot Landsberg, wordt tegenwoordig vrij algemeen afgewezen door de historici, hoewel men die bewering nog vaak in de literatuur tegenkomt.
Herrad werd als non opgeleid door Abdis Relindis die door keizer Frederik I Barbarossa uit het klooster Bergen bij Neuburg naar Hohenburg was gezonden om de tucht en de orde in het klooster te herstellen. Herrad werd de opvolgster van Relindis in 1167 en werd bekend als auteur van de geïllustreerde encyclopedie Hortus deliciarum (Tuin der kostelijkheden.)

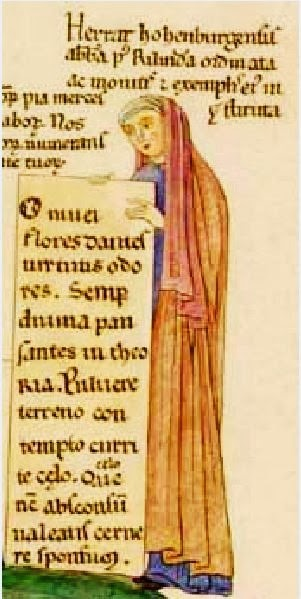
Herrad von Landsberg
Zelfportret uit Hortus deliciarum, ca. 1180

De Hortus deliciarum was een compilatie van alle geestelijke en profane kennis van de hoge middeleeuwen, samengevat in een werk geschreven in het Latijn en afgewerkt omstreeks 1180, ze begon eraan omstreeks 1159. Het werk behandelde de geschiedenis van de wereld van bij de schepping en verklaarde de schriften met zijsprongen naar de wetenschap. De behandeling van de schepping uit Genesis bijvoorbeeld gaf een unieke opportuniteit om uit te weiden over de toenmalige kennis van de astronomie. Herrads primaire doel was haar werk te gebruiken bij de opleiding van de jonge nonnen van haar klooster. Het werk telde circa 650 pagina's en bevatte 344 miniaturen.
Herrad was naast een begaafde miniaturiste waarschijnlijk ook kopiiste, hoewel we noch van het ene, noch van het andere enig bewijs hebben. Ze schilderde een zelfportret in haar werk, hoewel men portret niet letterlijk moet nemen. Het zelfportret werd begeleid door een mooi gedicht, te lezen op de tekst die ze in haar handen houdt (zie afbeelding hierboven). Het werk bevatte meerdere gedichten waarvan sommigen op muziek gezet en voorzien van een neumen notatie.
Haar werk werd lang bewaard in de Abdij van de Odilienberg maar werd gedurende de Franse Revolutie overgebracht naar de bibliotheek van Straatsburg. Daar werd een deel van de miniaturen gekopieerd door C.M. Engelhardt in 1818 en de tekst werd gekopieerd door Straub en Keller en uitgegeven tussen 1879 en 1899. Hierdoor bleef het werk inhoudelijk raadpleegbaar, want het origineel ging verloren bij de brand van de bibliotheek op 24 augustus 1870 tijdens de Frans-Duitse Oorlog. In 1979 publiceerde het Wartburg Instituut een reconstructie van het werk.